# Еразмус I фон Ербах-Ербах
Еразмус I фон Ербах-Ербах (на немски: Erasmus I von Erbach-Erbach; * ок. 1466; † 1 септември 1503, Ербах) е шенк на Ербах, господар на Ербах в Оденвалд и господар на Бикенбах, от 1491 г. курфюрстки съветник.

## Произход
Той е големият син на шенк Филип II фон Ербах-Ербах († 1477) и съпругата му графиня Маргарета фон Хоенлое-Вайкерсхайм († 1469), дъщеря на имперски граф Крафт V фон Хоенлое-Вайкерсхайм († 1472) и Маргарета фон Йотинген († 1472). Брат му Йохан фон Ербах-Ербах е архидякон в Св. Ламберт в Лиеж 1488 г.
Еразмус I фон Ербах-Ербах умира на 1 септември 1503 г. в Ербах и е погребан във фамилната гробница на шенковете на Ербах в манастир Шьонау при Хайделберг.

## Фамилия
Еразмус I фон Ербах-Ербах се жени на 30 октомври 1485 г. за графиня Елизабет фон Верденберг-Сарганс (* пр. 1485; † 20 декември 1536, Меспелбрун), дъщеря на граф Георг III фон Верденберг-Зарганс († 1500) и маркграфиня Катарина фон Баден († 1484), дъщеря на маркграф Карл I фон Баден († 1475) и принцеса Катарина Австрийска († 1493). Те имат три деца:
- Филип III фон Ербах-Ербах († млад)
- Катарина (* ок. 1486; † 13 февруари 1549), омъжена 1509 г. или на 24 юни 1510 г. за граф Йоханес Вернер фон Цимерн Млади (* 24 юни 1480; † 1 януари 1548, Кюнсбах)
- Анна († 1551), омъжена I. 1512 г. за фрайхер Хайнрих Анарг фон Щофелн-Юстинген († 1515), II. пр. 8 май 1522 г. за граф Георг фон Лупфен (* 13/15 юли 1494; † сл. 3 февруари 1546)

Вдовицата му Елизабет фон Верденберг-Сарганс се омъжва втори път (1504) за Филип Ехтер фон Меспелбрун († 1549).